# Dorine Berdoy
Dorine Berdoy est une journaliste française.

## Biographie
En mars 1967, avec son mari, le photographe Pierre Berdoy, elle est récompensée par le prix Niépce pour un reportage réalisé conjointement à New York sur les artistes du pop art,.
Dorine Berdoy est la première femme à avoir reçu le prix Niépce.